# Кладкин, Василий Михайлович
Васи́лий Миха́йлович Кла́дкин (10 января 1931 год, Болтогинский наслег, Чурапчинский район, Якутская АССР — 27 мая 2003 года, Якутск) — оленевод, директор совхоза «Томпонский» Томпонского района Якутской АССР. Герой Социалистического Труда (1990). Заслуженный работник сельского хозяйства Якутской АССР.

## Биография
Родился 10 января 1931 года в Болтогинском наслеге Чурапчинского района. В 1942 году окончил Арылахскую начальную школу. В 1944—1947 годах воспитывался в детском доме при Мындагайской средней школе. В 1947 году поступил в Якутский финансово-кредитный техникум, который окончил в 1950 году. Работал главным бухгалтером и старшим инспектором Томпонского райфинотдела. В 1960 году выбран председателем колхоза имени Жданова Топмонского района и в 1970 году — назначен управляющим Томпонским отделением совхоза «Тоампонский».
В 1974 году назначен директором оленеводческого совхоза «Томпонский». В 1979 году окончил заочно зоотехническое отделение сельскохозяйственного отделения Якутского университета. При руководстве Василия Кладкина колхоз добился высоких показателей в оленеводстве. Ежегодная прибыль составляла свыше 500 тысяч рублей. При его участии строился посёлок оленеводов Тополиное. По его инициативе в Тополином был создан Музей северного оленеводства.
Указом № 640 Президента СССР Михаила Сергеевич Горбачёва «О присвоении звания Героя Социалистического Труда тов. Кладкину В. М.» от 27 августа 1990 года «за достижение выдающихся успехов в производстве и продаже государству сельскохозяйственной продукции, большой личный вклад в решение социальных вопросов» удостоен звания Героя Социалистического Труда с вручением ордена Ленина и золотой медали «Серп и Молот».
В 1994 году после реорганизации совхоза «Томпонский» назначен председателем оленеводческой общины «Томпо».
Скончался 27 мая 2003 года в Якутске.

## Память
В Якутии существует государственная награда имени Василия Кладкина, присуждаемая за достижения в области оленеводства.

## Награды
- Герой Социалистического Труда — указом Президиума Верховного Совета СССР от 27 августа 1990 года
- Орден Ленина (дважды — 14.12.1984; 1990)
- Орден Трудового Красного Знамени (дважды — 08.04.1971; 10.03.1974)
- Орден «Знак Почёта» (22.03.1966)
- Почётный гражданин Томпонского улуса (1995)
- Почётный гражданин Чурапчинского улуса (2001)